# مقاطعة فيرفيلد (أوهايو)
مقاطعة فايرفيلد (بالإنجليزية: Fairfield County)‏ هي إحدى مقاطعات ولاية أوهايو في الولايات المتحدة الأمريكية.

## أعلام
- فرد إل. ووكر
- هويت شيرمان
- موسى بي. ووكر